# Ziguinchor (departamento)
Ziguinchor é um dos 45 departamentos da região de Ziguinchor, no Senegal e um dos 3 departamentos da região de Ziguinchor. Encontra-se na Baixa Casamança, no sudoeste do Senegal. De acordo com o censo do ano de 2002, tinha uma população de 182.453 habitantes. Em 2005, esta estimava era de 192.325 pessoas.

## Administração
A capital é Ziguinchor, que é também a única comuna do departamento.
Seus dois arrondissements são:
- Arrondissement de Niaguis
- Arrondissement de Nyassia